# 金星勳章 (越南)
金星勳章（越南语：／）是越南社會主義共和國自1947年6月6日起設置的勳章，由越南政府頒發。